# Operação Solace

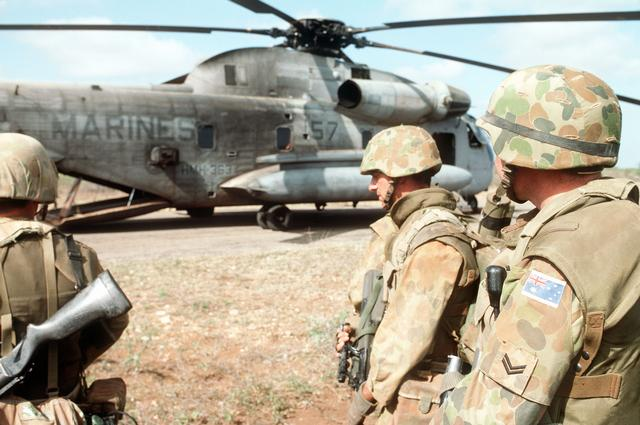
Forças australianas durante a operação Solace.

Operação Solace foi a contribuição armada da Austrália à Unified Task Force (UNITAF), uma coligação militar internacional liderada pelos EUA que actuou na Somália de 21 de Dezembro de 1992 até 4 de Maio de 1993. Com o nome de código Operação Restaurar Esperança, a UNITAF teve como missão criar um ambiente seguro para a realização de missões humanitárias na metade sul da Somália.
Esta operação teve como força central o Primeiro Batalhão da RAR (1RAR) em Baidoa. O 1RAR substituiu o Terceiro Batalhão do Nono Regimento dos Estados Unidos em Baidoa a 19 de Janeiro de 1993. O Primeiro Batalhão obteve sucesso em melhorar a segurança na região e ganhou o respeito de diversas organizações não-governamentais que actuavam no terreno. O 1RAR retirou-se da Somália a 21 de Maio de 1993.
As principais unidades australianas que foram destacadas para a Operação Solace:
- Primeiro Batalhão da RAR[3]
- HMAS Tobruk[3]
- HMAS Jervis Bay[3]